# Governador General de les Índies Orientals Neerlandeses
El  Governador General de les Índies Orientals Neerlandeses  ( Gouverneur-Generaal van Nederlands-Índia ) era el màxim representant dels Països Baixos en les Índies Orientals Neerlandeses entre 1610 i el reconeixement neerlandes de la independència d'Indonèsia el 1949.
Els primers governadors generals van ser nomenats per la Companyia Holandesa de les Índies Orientals ( Vereenigde Oostindische Compagnie , o VOC). Després que la VOC fos dissolta oficialment el 1800, les possessions territorials de la VOC van ser nacionalitzades pel Govern neerlandès com les Índies Orientals Neerlandeses, una colònia dels Països Baixos. Els governadors generals van ser designats pel Govern neerlandès.
Sota el període de control britànic (1811-1816), la posició equivalent era la de Tinent Governador ( Lieutenant-Governor ), dels quals el més notable va ser Thomas Stamford Raffles. Entre 1942 i 1945, mentre Hubertus Johannes van Mook era el Governador General nominal, la zona estava sota control japonès, i va ser governada per dos governadors, en Java i Sumatra. Després de 1948 a les negociacions per a la independència, la posició position era la d'Alt Comissionat de la Corona a les Índies Orientals Neerlandeses ( High Commissioner of the Crown in the Dutch East Indies ).

## Llista de Governadors Generals

### Companyia Holandesa de les Índies Orientals
- 1610-1614: Pieter Both
- 1614-1615: Gerard Reynst
- 1615-1619: Laurens Reael
- 1619-1623: Jan Pieterszoon Coen
- 1623-1627: Pieter de Carpentier
- 1627-1629: Jan Pieterszoon Coen
- 1629-1632: Jacques Specx
- 1632-1636: Hendrik Brouwer
- 1636-1645: Anthony van Diemen
- 1645-1650: Cornelis van der Lijn
- 1650-1653: Carel Reyniersz
- 1653-1678: Joan Maetsuycker
- 1678-1681: Rijckloff van Goens
- 1681-1684: Cornelis Speelman
- 1684-1691: Johannes Camphuys
- 1691-1704: Willem van Outhoorn
- 1704-1709: Joan van Hoorn
- 1709-1713: Abraham van Riebeeck
- 1713-1718: Christoffel van Swol
- 1718-1725: Hendrick Zwaardecroon
- 1725-1729: Mattheus de Haan
- 1729-1732: Diederik Durvan
- 1732-1735: Dirk van Cloon
- 1735-1737: Abraham Patras
- 1737-1741: Adriaan Valckenier
- 1741-1743: Johannes Thedens

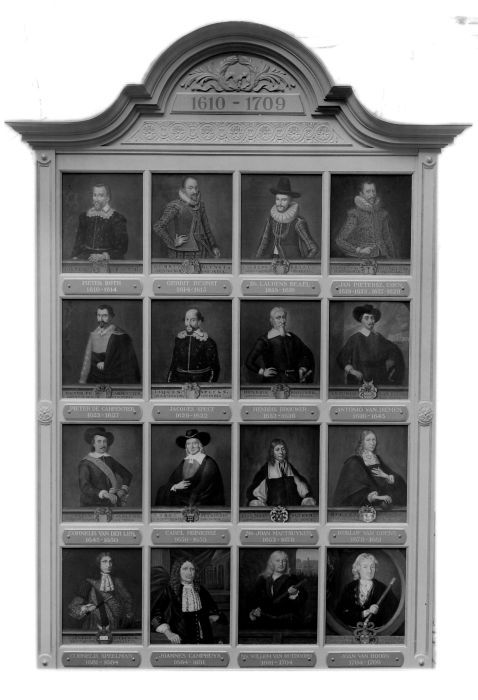
Governadors Generals de les Índies Orientals Neerlandeses (1610-1709).

- 1743-1750: Gustaaf Willem baró van Imhoff
- 1750-1761: Jacob Mossel
- 1761-1775: Petrus Albertus van der Parra
- 1775-1777: Jeremias van Riemsdijk
- 1777-1780: Reinier de Klerk
- 1780-1796: Willem Arnold Alting

### Índies Orientals Neerlandeses

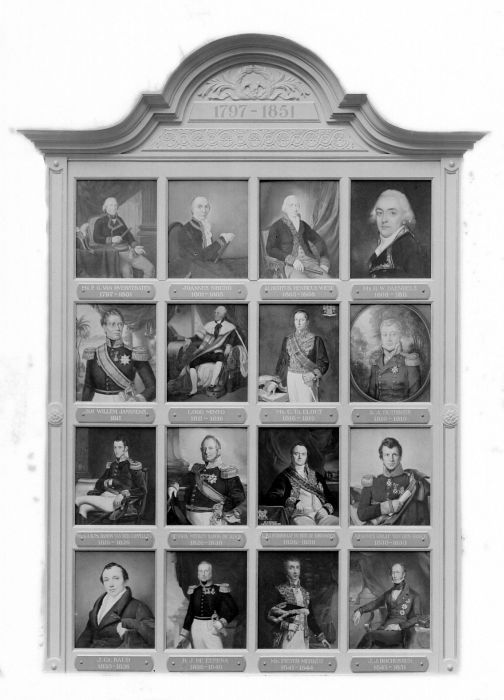
Governadors Generals de les Índies Orientals Neerlandeses (1797-1851).

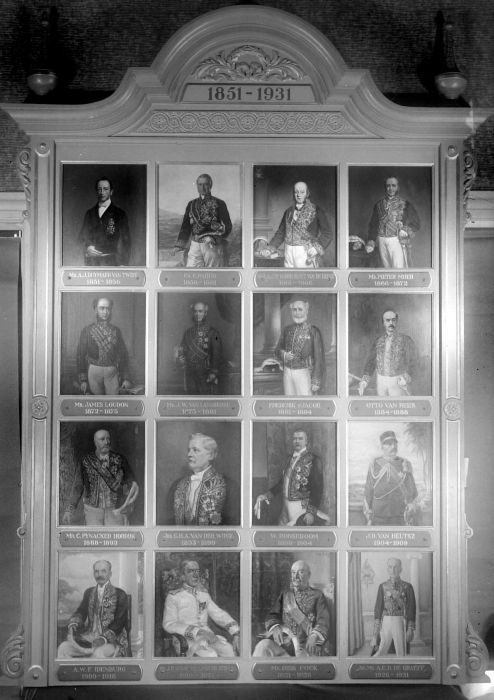
Governadors Generals de les Índies Orientals Neerlandeses (1851-1931).

- 1796-1801: Pieter Gerardus van Overstraten
- 1801-1805: Johannes Siberg
- 1805-1808: Albertus Henricus Wiese
- 1808-1811: Herman Willem Daendels
- 1811-1811: Jan Willem Janssens
- 1811-1816: Sota govern britànic
  - 1811:  Gilbert Elliot-Murray-Kynynmound, 1st Earl of Minto 
  - 1811-1816:  Thomas Stamford Raffles 
  - 1816:  John Fendall
- 1816-1826: G.A.G.Ph. Baron van der Capellen
- 1826-1830: L.P.J. Burggraaf du Bus de Gisignies/Hendrik Merkus de Kock
- 1830-1833: Johannes van den Bosch
- 1833-1836: Jean Chrétien Baud
- 1836-1840: Dominique Jacques de Eerens
- 1840-1841: Carel Sirardus Willem van Hogendorp
- 1841-1844: Pieter Merkus
- 1844-1845: J.C. Reijnst
- 1845-1851: Jan Jacob Rochussen
- 1851-1856: Albertus Jacobus Duymaer van Twist
- 1856-1861: Charles Ferdinand Pahud
- 1861-1866: Ludolph Anne Jan Wilt Sloet van Beelen
- 1866-1872: Pieter Mijer
- 1872-1875: James Loudon
- 1875-1881: Johan Wilhelm van Lansberg
- 1881-1884: Freserik s'Jacob
- 1884-1888: Otto van Rees
- 1888-1893: Cornelis Pijnacker Hordijk
- 1893-1899: Carel Herman Aart van Wijck
- 1899-1904: Willem Rooseboom
- 1904-1909: Johannes Benedictus van Heutsz
- 1909-1916: Alexander Willem Frederik Idenburg
- 1916-1921: Johan Paul van Limburg Stirum
- 1921-1926: Dirk Fock
- 1926-1931: Andries Cornelis Dirk de Graeff
- 1931-1936: Bonifacius Cornelis de Jonge
- 1936-1942: Alidius Warmoldus Lambertus Tjarda van Starkenborgh Stachouwer
- 1942-1948: Hubertus Johannes van Mook
- 1942-1945: Sota control japonès
  - Governadors militars de Java:
    - Mar.-nov. de 1942: Hitoshi Imamura
    - Novembre de 1942 - novembre de 1944: Kumashaki Harada
    - Novembre de 1944 - setembre de 1945: Shigeichi Yamamoto

  - Governadors militars de Sumatra:
    - Mar.-jul. de 1942: Tomoyuki Yamashita (The Tiger of Malaia)
    - Juliol de 1942 - abril de 1943: Yaheita Saito
    - Abril de 1942 - agost de 1945: Moritake Tanabe
- 1948-1949: Louis Beel (high Commission)
- 1949: A.H.J. Lovink (high Commission)